# Kauffman (inslagkrater)
Kauffman is een inslagkrater op de planeet Venus. Kauffman werd in 1985 genoemd naar de Zwitserse kunstschilderes Angelika Kauffmann (1741-1807).
De krater heeft een diameter van 25,5 kilometer en bevindt zich in het quadrangle Bereghinya Planitia (V-8).